# A Pantera Cor-de-rosa (filme de 1963)
The Pink Panther (bra/prt: A Pantera Cor-de-rosa) é um filme estadunidense de 1963 do gênero comédia dirigido por Blake Edwards e distribuído pela United Artists. Foi escrito por Maurice Richlin e Blake Edwards.

## Elenco
- David Niven – Sir Charles Lytton
- Peter Sellers – Inspetor Jacques Clouseau
- Robert Wagner – George Lytton
- Capucine – Simone Clouseau
- Claudia Cardinale – princesa Dala
- Brenda De Banzie – Angela Dunning
- Colin Gordon – Tucker
- John Le Mesurier – advogado
- James Lanphier – Saloud
- Guy Thomajan – comparsa de Sir Charles

## Trilha sonora
O álbum da trilha sonora do filme, com a trilha sonora de Henry Mancini, foi lançado em 1964 e alcançou a oitava posição na parada de álbuns pop da revista Billboard.
Fran Jeffries cantou a música "Meglio stasera (It Had Better Be Tonight)" em uma cena ambientada ao redor da lareira de um chalé de esqui. A canção foi composta por Henry Mancini, com letra em inglês de Johnny Mercer e letra em italiano de Franco Migliacci.
Em 2001, o álbum da trilha sonora foi premiado com o Grammy Hall of Fame Award. O American Film Institute listou The Pink Panther na vigésima posição em seus 100 anos de trilhas sonoras.

## Recepção
O filme foi um sucesso popular, arrecadando US$ 10,9 milhões nos Estados Unidos e Canadá.
Bosley Crowther, do The New York Times, escreveu: "Raramente algum comediante pareceu trabalhar tão persistentemente e arduamente para tentar ser violentamente engraçado com material fraco", ele chamou o roteiro de "uma peça de carpintaria de farsa basicamente sem originalidade e em grande parte estúpida que deve ser empurrada e erguida com firmeza para continuar em movimento". A Variety foi muito mais positiva, chamando o filme de "intensamente engraçado" e "timing preciso dos vendedores... superlativo".
Em uma revisão de 2004 de The Pink Panther Film Collection, uma coleção de DVDs que incluía o filme, o The A.V. Club escreveu:

Como os filmes posteriores foram tão intimamente identificados com Clouseau, é fácil esquecer que ele era apenas um em um conjunto no início, dividindo o tempo na tela com Niven, Capucine, Robert Wagner e Claudia Cardinale. Se não fosse pelas hilariantes quedas de Sellers, A Pantera Cor-de-Rosa poderia ser confundido com um luxuoso filme de alcaparras como Topkapi  ... que é precisamente o que torna o filme tão engraçado. Ele age como o homem correto, enquanto Sellers começa a bancar o criador de travessuras.
O filme detém um índice de aprovação de 89% no site agregador de críticas Rotten Tomatoes com base em 35 críticas, com uma classificação média de 7,4/10. O consenso crítico do site diz: "Peter Sellers está em seu melhor virtuosismo desajeitado em The Pink Panther, uma alcaparra sofisticada abençoada com uma trilha sonora inesquecivelmente furtiva de Henry Mancini.".

## Principais prêmios e indicações
Óscar 1965
- Indicado na categoria de melhor trilha sonora original.

Globo de Ouro 1965
- Indicado na categoria de melhor ator de cinema - musical/comédia (Peter Sellers)

Grammy 1965
- Indicado na categoria de melhor trilha sonora para cinema/televisão

BAFTA 1965
- Indicado na categoria melhor ator britânico (Peter Sellers)